# Kirken
Kirken (kerk) is een toneelstuk geschreven door Nini Roll Anker.

## Toneelstuk
Het toneelstuk in drie aktes is een aanklacht tegen priesters die hun zegen gaven aan de wapens die werden gebruikt tijdens de Eerste Wereldoorlog. Nini Roll Anker schreef het in 1920/1921. De eerste uitvoering kwam al snel, op 21 april 1921 met in de hoordrollen Johanne Dybwad (Cornelia) en Stub Wiberg (Priester). Uiteraard zijn veel rollen weggelegd voor soldaten.

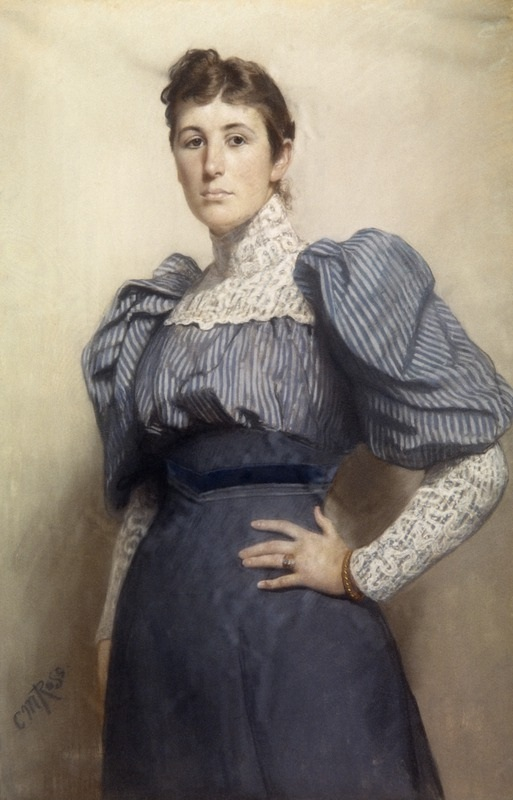
Nini Roll Anker

## Muziek
De uitvoeringen van het toneelstuk gingen vergezeld door muziek uitgevoerd onder leiding van de muzikaal leider, componist en dirigent Johan Halvorsen. Hij gebruikte muziek van Giovanni Sgambati (zijn Te Deum), Frank Xaver Neruda (Marche populaire slovaque) en de ouverture Vølund Smed van Fini Henriques. Zelf componeerde Halvorsen ook nog enige 'Oorlogsmuziek' (Krigsmusik) om de muzikale omlijsting compleet te maken. Na de acht uitvoeringen in 1921 verdween het manuscript van de muziek van Halvorsen in de map, die later in handen kwam van de Staatsbibliotheek van Noorwegen.